# Allan Bester
Allan James Bester (* 26. März 1964 in Hamilton, Ontario) ist ein ehemaliger kanadischer Eishockeytorwart, der von 1983 bis 1996 für die Toronto Maple Leafs, Detroit Red Wings und Dallas Stars in der National Hockey League gespielt hat.

## Karriere
Allan Bester begann seine Karriere als Eishockeytorwart bei den Brantford Alexanders aus der Ontario Hockey League, für die er von 1981 bis 1984 aktiv war. In dieser Zeit wurde er während des NHL Entry Draft 1983 in der dritten Runde als insgesamt 48. Spieler von den Toronto Maple Leafs ausgewählt, für die er insgesamt acht Jahre lang im Tor stand. Am 5. März 1991 wurde Bester an die Detroit Red Wings im Tausch für deren Sechstrundenwahlrecht im NHL Entry Draft 1991 abgegeben. In den beiden Jahren, in denen Bester von 1991 bis 1993 in Detroit unter Vertrag stand, stand er hauptsächlich für deren Farmteam aus der American Hockey League, die Adirondack Red Wings, auf dem Eis.
Von 1993 bis 1995 war Bester Stammtorhüter der San Diego Gulls aus der International Hockey League, ehe er von deren Ligarivalen, den Orlando Solar Bears verpflichtet wurde. Während seiner ersten Spielzeit in Orlando wurde Bester am 21. Januar 1996 für zehn Spiele als Free Agent von den Dallas Stars unter Vertrag genommen, so dass er erstmals nach vier Jahren wieder in der National Hockey League auflief. Anschließend kehrte er zu den Solar Bears zurück, bei denen er 1998 seine Karriere beendete.

## Erfolge und Auszeichnungen
- 1983 OHL First All-Star Team
- 1992 Calder-Cup-Gewinn mit den Adirondack Red Wings
- 1992 Jack A. Butterfield Trophy